# Umra

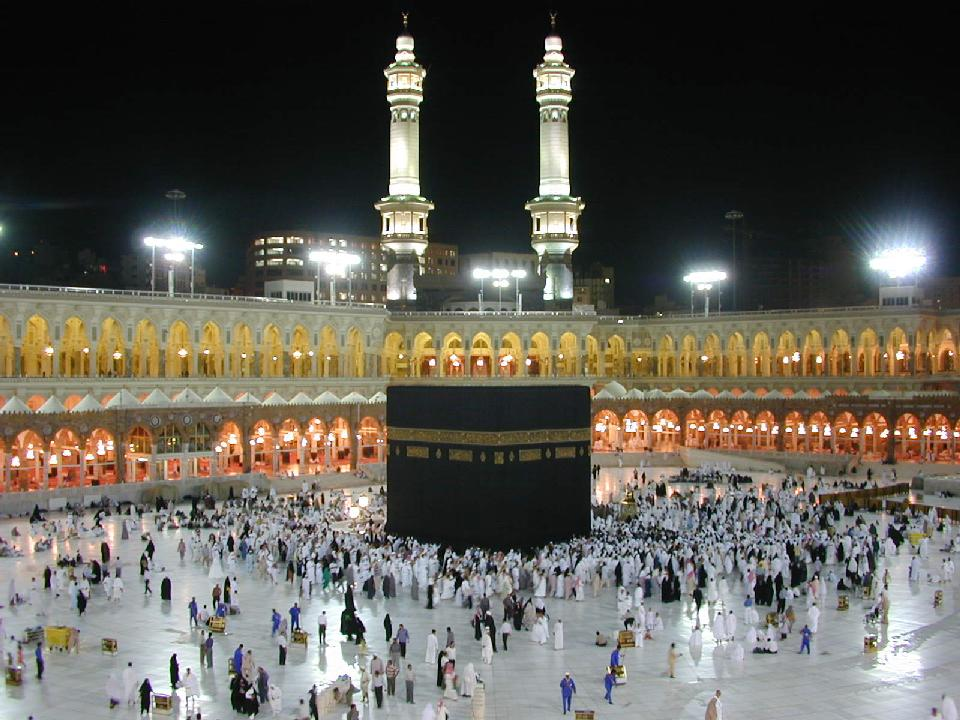
Peregrinos circulando ("Tawaf") a Caaba, em Meca (Arábia Saudita) durante o Umra de 2007.

A Umra ou Umrah (em árabe: عمرة, transl. ʕumra) é uma peregrinação para Meca realizado por muçulmanos, que pode ser realizada em qualquer período do ano. É chamada às vezes peregrinação menor, sendo a Hajj a peregrinação maior, a qual é obrigatória para todos os muçulmanos que tenha possibilidade de fazê-la. De acordo com algumas escolas islâmicas, a Umra não é obrigatória, mas muito recomendável.